# گی-مانوئل دو اومم-کریستو
گی-مانوئل دو اومم-کریستو (فرانسوی: Guy-Manuel de Homem-Christo‎؛ تلفظ فرانسوی: [ɡi manɥɛl də ɔmɛm kʁisto]؛ زادهٔ ۸ فوریهٔ ۱۹۷۴) موسیقی‌دان، تهیه‌کننده موسیقی، خواننده، ترانه‌سرا، دی‌جی و کارگردان فیلم اهل فرانسه است. وی از سال ۱۹۹۲ میلادی تا ۲۰۲۱ مشغول فعالیت بوده‌است.
او و توما بانگلتر، اعضای گروه موسیقی فرانسوی دفت پانک هستند.
وی همچنین برندهٔ جوایزی همچون جایزه گرمی برای بهترین آلبوم سال شده‌است.